# Stina Abenius
Stina Elisabet Abenius, född 8 februari 1965, är en svensk journalist, redaktör och chef, bosatt i Nacka.

## Biografi
Abenius började som reporter och arbetade bland annat på Expressen Tjej. Hon var redaktör för Expressens söndagstidning Magasinet fram till 2004.
År 2004 blev Abenius tillförordnad chefredaktör för Tara. Hon var ordinarie chefredaktör för tidningen 2005–2009. Från januari 2010 var Abenius istället chefredaktör för Bonnierägda Vi i Villa. Hon lämnade tidningen i juni 2012.
Efter en tid som konsult blev hon 2013 förlagsredaktör för Aller medias kvinnliga magasin.
Abenius lämnade Allers år 2018 för en liknande tjänst som publicistisk redaktör för Bonnier News affärstidskrift Lifestyle.